# Березоточа
Березото́ча — село в Україні, у Лубенській міській громаді Лубенського району Полтавської області. Населення становить понад тисячу осіб. Колишній орган місцевого самоврядування — Березотіцька сільська рада.

## Географія
Село Березоточа знаходиться на лівому березі річки Сула, вище за течією на відстані 1,5 км розташоване село Вовчик, нижче за течією на відстані 3,5 км розташоване село Піски, на протилежному березі — село Луки. Річка в цьому місці звивиста, утворює лимани, стариці і заболочені озера.

## Історія
Станом на 1885 рік у колишньому державному й власницькому селі Вовчківська волості Лубенського повіту Полтавської губернії мешкало 1905 осіб, налічувалось 367 дворових господарств, існували православна церква, школа, 4 постоялих будинки, винокурний завод, 28 вітряних млинів, відбувались 3 ярмарки на рік.
За переписом 1897 року кількість мешканців зросла до 2375 осіб (1146 чоловічої статі та 1229 — жіночої), з яких 2312 — православної віри.
12 червня 2020 року, відповідно до розпорядження Кабінету Міністрів України № 721-р «Про визначення адміністративних центрів та затвердження територій територіальних громад Полтавської області», село увійшло до складу Лубенської міської громади.
19 липня 2020 року, в результаті адміністративно - територіальної реформи та ліквідації Лубенського району(1923-2020), село увійшло до складу новоутвореного Лубенського району.

## Населення
Згідно з переписом УРСР 1989 року чисельність наявного населення села становила 1716 осіб, з яких 735 чоловіків та 981 жінка.
За переписом населення України 2001 року в селі мешкало 1511 осіб.

### Мова
Розподіл населення за рідною мовою за даними перепису 2001 року:
| Мова       | Відсоток |
| ---------- | -------- |
| українська | 95,74 %  |
| російська  | 3,47 %   |
| білоруська | 0,33 %   |
| вірменська | 0,07 %   |
| інші       | 0,39 %   |

## Економіка
- Дослідна станція лікарських рослин УААН, ДП.
- Спецгосп «Дружба».

## Об'єкти соціальної сфери
- Школа.

## Пам'ятки
- Свято-Покровська церква 1886 року
- Неподалік від села розташований гідрологічний заказник «Байрак»
- Лікарський сад (дендропарк)

## Відомі люди
- Коломієць Микола Пилипович — український мовознавець.
- Новобранець Іван Якович (1939) — український народний художник.
- Швидкий Павло Миколайович (1948) — радянський та український лікар і фізіотерапевт, Заслужений працівник фізичної культури і спорту України.